# Котценбюль
Котценбюль (нім. Kotzenbüll) — громада в Німеччині, розташована в землі Шлезвіг-Гольштейн. Входить до складу району Північна Фризія. Складова частина об'єднання громад Айдерштедт.
Площа — 7,77 км2. Населення становить 194 ос. (станом на 31 грудня 2020).